# カサナレ県
カサナレ県（スペイン語: Departamento de Casanare）は、コロンビア東部の県。県都はヨパルである。カサナーレ県とも表記される。
アンデス山脈の東麓に位置し、リャノ盆地に多数分布する油田からカリブ海に臨むスクレ県コベーニャスまで、BP社の全長800kmのパイプラインがのびる。

## 隣接する県
- アラウカ県
- ビチャーダ県
- メタ県
- ボヤカ県

## 基礎自治体
この県は、下記の19市（ムニシピオ）からなる。
1. アグアスル市 (Aguazul)
2. チャメサ市 (Chameza)
3. アト・コロサル市 (Hato Corozal)
4. ラ・サリーナ市 (La Salina)
5. マニ市 (Maní)
6. モンテレイ市 (Monterrey)
7. ヌンチア市 (Nunchía)
8. オロクエ市 (Orocue)
9. パス・デ・アリポロ市 (Paz de Ariporo)
10. ポレ市 (Pore)
11. レセトール市 (Recetor)
12. サバナラルガ市 (Sabanalarga)
13. サカマ市 (Sacama)
14. サン・ルイス・デ・パレンケ市 (San Luis de Palenque)

カサナレ県の行政区分

15. タマラ市 (Tamara)
16. タウラメナ市 (Tauramena)
17. トリニダード市 (Trinidad)
18. ビジャヌエバ市 (Villanueva)
19. ヨパル市 (Yopal) - 県都